# Financial Crimes Enforcement Network
A Financial Crimes Enforcement Network (FinCEN; Rede de Fiscalização de Crimes Financeiros) é uma agência do Departamento do Tesouro dos Estados Unidos que coleta e analisa informações sobre transações financeiras a fim de combater a lavagem de dinheiro nacional e internacional, o financiamento do terrorismo e outros crimes financeiros.

## Missão
O diretor da FinCEN expressou sua missão em novembro de 2013 como "proteger o sistema financeiro contra o uso ilícito, combater a lavagem de dinheiro e promover a segurança nacional." A FinCEN atua como a Unidade de Inteligência Financeira dos Estados Unidos (FIU) e é uma das 147 FIUs que compõem o Grupo Egmont de Unidades de Inteligência Financeira. O lema autodescrito da FinCEN é "follow the money". O site declara: "O principal motivo dos criminosos é o ganho financeiro, e eles deixam rastros financeiros ao tentar lavar o produto de crimes ou tentar gastar seus lucros ilícitos." É uma rede que reúne pessoas e informações, coordenando o compartilhamento de informações com agências de aplicação da lei, reguladores e outros parceiros do setor financeiro.

## História
A FinCEN foi estabelecido por ordem do Secretário do Tesouro (Ordem do Tesouro Número 105-08) em 25 de abril de 1990. Em maio de 1994, sua missão foi ampliada para incluir responsabilidades regulatórias, e em outubro de 1994 o precursor do Departamento do Tesouro da FinCEN, o Escritório de Execução Financeira foi fundido com FinCEN. Em 26 de setembro de 2002, após a aprovação do Título III da Lei Patriota, a Ordem do Tesouro 180-01 o tornou oficial no Departamento do Tesouro. Em setembro de 2012, a tecnologia da informação do  FinCEN, denominada FinCEN Portal e Query System, migrou com 11 anos de dados para o FinCEN Query, um mecanismo de busca semelhante ao Google. É um "balcão único" acessível através do FinCEN Portal, permitindo pesquisas amplas em mais campos do que antes e retornando mais resultados. Desde setembro de 2012, a FinCEN gera 4 novos relatórios: Relatório de Atividades Suspeitas (FinCEN SAR), Relatório de Transação de Moeda (FinCEN CTR), Designação de Pessoa Isenta (DOEP) e Empresa de Serviços Financeiros Registrados (RMSB).

## Organização

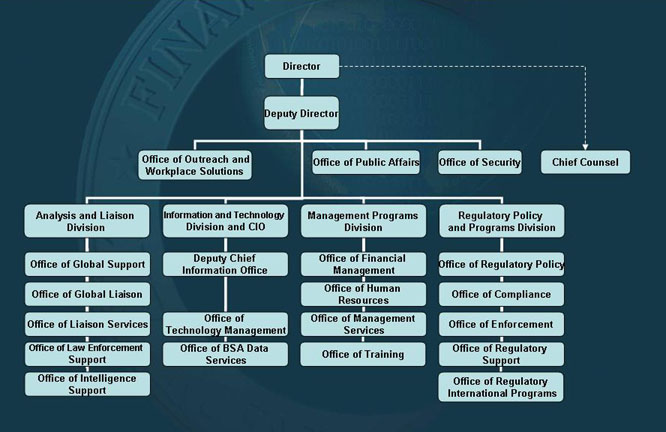
Organograma da FinCEN

Em novembro de 2013, a FinCEN empregava aproximadamente 340 pessoas, a maioria profissionais de inteligência com experiência no setor financeiro, finanças ilícitas, inteligência financeira, regime regulatório de AML/CFT (lavagem de dinheiro/financiamento do terrorismo), tecnologia de informática e fiscalização". A maioria da equipe são funcionários permanentes da FinCEN, com cerca de 20 detailees de longo prazo atribuídos a partir de 13 diferentes agências regulatórias e de aplicação da lei. A FinCEN compartilha informações com dezenas de agências de inteligência, incluindo a Agência de Álcool, Tabaco, Armas de Fogo e Explosivos; a Drug Enforcement Administration; o Federal Bureau of Investigation; o United States Secret Service; o Internal Revenue Service; o Customs Service; e o United States Postal Inspection Service.

### Diretores da FinCEN
- Brian M. Bruh (1990–1993)
- Stanley E. Morris (1994–1998)
- James F. Sloan (abril de 1999 – outubro de 2003)
- William J. Fox (dezembro de 2003 – fevereiro de 2006)
- Robert W. Werner (março de 2006 – dezembro de 2006)
- James H. Freis, Jr. (março de 2007 – agosto de 2012)
- Jennifer Shasky Calvery (setembro de 2012 – maio de 2016)
- Jamal El-Hindi (interino, junho de 2016 – novembro de 2017)
- Kenneth Blanco (atual, novembro de 2017 – presente) [5]

## Na cultura popular
O filme The Accountant, de 2016, apresenta uma investigação da FinCEN sobre o personagem-título Christian "Chris" Wolff, um contador matemático que trabalha como freelancer para uma das mais perigosas organizações criminosas do mundo.